# Аймар III (граф Валентинуа)

Герб графов Валентинуа

Аймар III де Пуатье (фр. Aymar III de Poitiers; ок. 1222 — 6 мая/17 июня 1277) — граф Валентинуа и Диуа с ок. 1232 года. Сын Гильома II де Пуатье (ум. 1227).

## Биография
Ок. 1232 года наследовал деду — Аймару II. До совершеннолетия находился под опекой матери — Флотты де Руайан.
В 1239 году признал сюзеренитет графов Тулузы (как маркизов Прованса) над землями в Виваре, захваченными Аймаром II во время Альбигойских войн, и принёс оммаж Раймонду VII. К 1244 году восстановил графскую власть в сеньориях, которые во время его малолетства захватили епископы Валанса.
В 1270 году участвовал в крестовом походе.
В правление Аймара III, в 1267 году, произошло объединение епархий Валанса и Ди, что значительно усилило власть епископов.

## Семья
Первая жена (свадьба ок. 1240) — Сибилла де Божё (ум. ок. 1252), дочь Умберта V, сеньора де Божё. Дети:
- Филиппа (ум. до 1283), муж — Бертран де Бо, граф Авелино
- Маргарита (ум. 130 или позже), муж — Роже III, сеньор де Клериё
- Аймар IV (ум. 1329), граф Валентинуа.

Вторая жена (1253) — Маргарита Савойская (ум. 1254), дочь Амадея IV Савойского, вдова Бонифация II Монферратского.
Третья жена — Аликсенда де Меркёр (ум. 1286), дама де Сен-Прива-д’Алье, дочь Беро VI, сеньора де Меркёр. Сын:
- Гильом (ум. до 1315), сеньор де Сен-Валье.

Аймар III умер между 6 мая и 17 июня 1277 года и был похоронен в цистерцианском аббатстве Больё.